# Claudia Islas
Claudia Islas (Pachuca, Hidalgo, 17 de julho de 1946) é uma atriz mexicana de cinema e telenovelas.

## Biografía
Claudia iniciou sua carreira estudando atuação e, posteriormente, iniciou sua carrera como modelo para anúncios de televisão, o que lhe abriu a possibilidade de ingressar no cinema, logo trabalhou na televisão e no teatro.
Claudia foi considerada uma das atrizes mais belas durante o auge do cinema mexicano nas décadas dos anos 60 e anos 70. Como atriz de telenovelas, atuou em várias produções como as telenovelas Corazón salvaje de 1993, que foi grande sucesso mundial, interpretando a futil 'Sofía Alcazar y Valle', atuou com os atores Edith González, Eduardo Palomo, Ana Colchero e Ariel López Padilla, também El alma no tiene color de 1997, contracenando com Laura Flores, Celia Cruz, Arturo Peniche e Carlos Cámara, ambas telenovelas da rede Televisa.
Fora do México ela atuou também na telenovela Ángel rebelde de 2004, tendo um papel de destaque na trama, interpretando 'Enriqueta Andueza de Covarrubias' avó da protagonista e uma das personagens principais, atuando com os atores Grettell Valdez, Maritza Rodríguez, Osvaldo Ríos e Lisette Morelos, entre outros, esta foi até então sua última telenovela, já que ela não fez mais nenhum trabalho na televisão e mora em Miami nos Estados Unidos.

## Filmografia

### Telenovelas
- Ángel rebelde (2004) - Enriqueta Andueza vda. de Covarrubias
- Por ti (2002) - Virginia Montalbán
- Catalina y Sebastián (1999) - Adela Rivadeneira
- El alma no tiene color (1997) - Begoña Roldán
- Marisol (1996) - Amparo de Garcés del Valle
- Corazón salvaje (1993) - Sofía Montiel Vda. de Alcázar y Valle
- Baila conmigo (1992) - Nelly Moll
- Pasión y poder (1988) - Nina Montenegro
- Tú eres mi destino (1984) - Rebeca
- Tania (1980) - Tania
- Amor prohibido (1979) - Magda
- Pacto de amor (1977) - Delia
- La tierra (1974-1975) - Lucía
- Cartas sin destino (1973) - Procopia "Propia"
- Me llaman Martina Sola (1972) - Irene
- La cruz de Marisa Cruces (1971) - Violeta
- Sin palabras (1969) - Nathalie
- El retrato de Dorian Gray (1969)

### Cinema
- Reclusorio III (1999)
- La venganza del silla de ruedas (1993) - Sara Reynolds
- La guerra de los bikinis (1990)
- Milagro en el barrio (1990) - Cristina
- Fiesta de sangre (1989)
- Si las mujeres mandaran (o mandasen) (1982) - María
- La pachanga (1981) - Carmen
- Las piernas del millón (1981)
- ... Y hacemos de... tocho morocho (1981) - Beatriz
- Los mantenidos (1980)
- Morir de madrugada (1980) - Daniela Parra
- Las tentadoras (1980)
- Gypsy (1979)
- Lecciones de poesía (1978) (cortometraje)
- Una noche embarazosa (1977)
- Volver, volver, volver (1977) - Esperanza Reyes
- Más negro que la noche (1975) - Ofelia Escudero
- El secuestro (1974)
- Conserje para todo (1974) - Jackie
- Los doce malditos (1974)
- Besos, besos... y más besos (1973)
- Los indomables (1972)
- Los ángeles de la tarde (1972)
- Cayó de la gloria el diablo (1972) - Esperanza/Popea
- Todos los pecados del mundo (1972)
- Yo sé quién eres (te he estado observando) (1971) - Rosaura Lago
- Bajo el ardiente sol (1971)
- La hora desnuda (1971)
- Para servir a usted (1971) - Violeta
- Los corrompidos (1971)
- Los Juniors (1970) - Clarissa
- Las cadenas del mal (1970)
- Jóvenes de la zona rosa (1970) - Diana
- Los siete proscritos (1969) - Perla Jackson
- Modisto de señoras (1969) - Rebeca
- ¡Persíguelas y... alcánzalas! (1969) - Nelly
- Con licencia para matar (1969) - Adriana
- La Marcha de Zacatecas (1969) - María Isabel
- Juegos de alcoba (1969) - Sofía
- El hijo pródigo (1969) - Amante de Mario
- Alerta, alta tensión (1969) - Orquídea
- Tres amigos (1968) - Helena
- Despedida de casada (1968)
- La Insaciable (1968)
- Caballos de acero (1967)
- Los años verdes (1967)

### Series
- Historias engarzadas (2009)
- ¿Qué nos pasa? (1998)
- Hora marcada (1986)

## Prêmios e Indicações

### Prêmios TVyNovelas
| Ano  | Categoria             | Telenovela      | Resultado |
| ---- | --------------------- | --------------- | --------- |
| 1994 | Melhor primeira atriz | Corazón salvaje | Ganhadora |
| 1989 | Melhor vilã           | Pasión y poder  | Nominada  |

### Prêmios ACE 1994
| Categoria                   | Telenovela      | Resultado |
| --------------------------- | --------------- | --------- |
| Melhor co-actuação feminina | Corazón salvaje | Ganhadora |